# Une vengeance d’Edgar Poë
Une vengeance d’Edgar Poë (Die Rache des Edgar Poe oder Edgar Poes Rache) ist ein französischer S/W-Stummfilm des französischen Regisseurs Gérard Bourgeois aus dem Jahre 1912. Hauptfigur des fiktionalen Films ist ein Arzt namens Edgar Allan Poe. Für den internationalen Markt erhielt der Film den englischen Titel The Vengeance of Edgar Poe. Der Film gilt heute als verschollen.

## Inhalt
Der Arzt Edgar Poe reist nach Russland, in der Hoffnung, dort die Erinnerungen an seine verstorbene Frau vergessen zu können. Er lernt dort Helena, eine andere Frau, kennen, die der Verstorbenen ähnlich sieht, und verliebt sich in sie. Tolfoski, ein Chemiker, ist ebenfalls in Helena verliebt, fürchtet nun, dass Poe sie ihm wegnehmen werde. Daraufhin entführt er die Frau und liefert Poe an eine Verbrecherbande aus, die ihm eine Droge verabreicht. Es gelingt Poe jedoch, die Wirkung dieser Droge mit Hilfe einer zweiten Droge, die er sich selbst verabreicht, aufzuheben. Die zweite Droge führt allerdings dazu, dass er wahnsinnig wird. Rasend vor Wut dringt er in das Labor des Chemikers ein und befreit die Frau, die er liebt. Zum Schluss nimmt Poe Rache an Tolfoski.